# Dildo Island
Dildo Island ist eine Insel in der Trinity Bay vor der Insel Neufundland. 
Dildo Island ist dem Ort Dildo vorgelagert. Die Insel gehört zur kanadischen Provinz Neufundland und Labrador. Archäologische Funde auf Dildo Island belegen, dass die Insel schon zu prähistorischer Zeit von Eskimos zum Zweck der Robbenjagd genutzt wurde. Im Jahr 1889 wurde dort die für das heutige Kanada erste Kabeljau-Brutanlage in Betrieb genommen.